# عصر المعلومات
عصر المعلومات هو اسم يطلق على الفترة التي تلت العصر الصناعي وقبل اقتصاد المعرفة. عصر المعلومات هو عبارة تطبق على الزمن الذي تكون فيه المعلومات هي المحور الذي يتحكم في السياسة والاقتصاد و الحياة الاجتماعية، بعض الناس يؤرخون بداية عصر المعلومات إلى فترة السبعينيات من القرن العشرين، وبعضهم يرجع بداية هذا العصر إلى القرن التاسع عشر حينما تم اختراع الهاتف و البارق (المبرق -التلغراف). إنه العصر الذي انتقلت فيه القوة من الشخص الذي يمتلك رأس المال لإنشاء المصانع ودفع أجور العمال إلى الشخص الذي يسيطر على تقنيات الاتصالات والمعلومات، وإلى الشخص الذي يمتلك المعرفة التقنية والبرمجية. أصبحت شركة مايكروسوفت microsoft من أكبر الشركات في العالم من خلال تصنيعها للبرمجيات التي تساعد على إدارة المعلومات وإنتاجها من أنظمة تشغيل وتطبيقات مكتبية. يمكن القول أن اقتصاد المعرفة بدأ من العام 1990م إلى حوالي عام 2002م، والفترة التي تلي ذلك يطلق عليها الاقتصاد غير المحسوس. من المهم أن نعلم أن شركة جوجل أصبحت الآن منافس خطر لمايكروسوفت حيث أنها تعتمد على مبادئ الاقتصاد غير المحسوس للقيام بأعمالها وتنفيذ عملياتها.

## نظرة عامة على التطورات المبكرة

### توسيع المكتبات وقانون مور
حسب فيرمونت رايدر توسيع المكتبات في عام 1945 لتتضاعف سعتها كل 16 عامًا من أجل توفير مساحة كافية. ودعا إلى استبدال الأعمال المطبوعة الضخمة المتحللة بالصور التناظرية المصغرة، والتي يمكن نسخها عند الطلب لرواد المكتبات والمؤسسات الأخرى.
ومع ذلك، لم يتوقع رايدر التكنولوجيا الرقمية التي ستظهر بعد عقود لاستبدال الصور التناظرية المصغرة بالتصوير الرقمي وتخزين البيانات ووسائط النقل، حيث يمكن تحقيق زيادات هائلة في سرعة نمو المعلومات من خلال التقنيات الرقمية المؤتمتة لضغط البيانات عديم الخسارة. ووفقًا لذلك، فإن قانون مور، الذي صيغ نحو عام 1965، يشير إلى تضاعف عدد الترانزستورات في دائرة متكاملة كثيفة كل عامين تقريبًا.
بحلول أوائل الثمانينيات، سمح انتشار أجهزة الحاسوب الشخصية الأصغر والأقل تكلفةً، وذات الأداء المحسن، لأعداد متزايدة من العمال بالوصول الفوري إلى المعلومات والقدرة على تداولها بحرية وتخزينها أو استرجاعها. وأتاح الاتصال بين أجهزة الحاسوب داخل المؤسسات للموظفين على مستويات مختلفة الوصول إلى كميات أكبر من المعلومات.

## الاقتصادات
في نهاية المطاف، أصبحت تكنولوجيا المعلومات والاتصالات، بما فيها أجهزة الحاسوب والآلات المحوسبة والألياف البصرية والأقمار الصناعية للاتصالات والإنترنت وأدوات تكنولوجيا المعلومات والاتصالات الأخرى، جزءًا مهمًا من الاقتصاد العالمي، حيث أدى تطور الحواسيب الدقيقة إلى إحداث تغيير كبير في العديد من الأعمال والصناعات. استوعب نيكولاس نيغروبونتي جوهر هذه التغييرات في كتابه الصادر عام 1995، أن تكون رقميًا، والذي يناقش فيه أوجه التشابه والاختلاف بين المنتجات المصنوعة من الذرات والمنتجات المصنوعة من البتات. يمكن إنشاء نسخة من منتج مصنوع من وحدات بت رخيصة وبسرعة، ليتم شحنها سريعًا ضمن البلد الواحد أو حول العالم بتكلفة منخفضة جدًا.

### توزيع الوظائف والدخل
أثر عصر المعلومات على قوى العمل بعدة طرق، مثل إجبار العمال على المنافسة في سوق العمل العالمي. ويُعد استبدال العمل البشري بأجهزة حاسوب يمكنها أداء وظائفهم بشكل أسرع وأكثر فاعليةً، وبالتالي خلق موقف يضطر فيه الأفراد الذين يؤدون مهام يمكن أتمتتها بسهولة إلى العثور على عمل حيث عملهم ليس كذلك، أحد أكثر المخاوف وضوحًا. يؤدي هذا بشكل خاص إلى خلق مشكلة لمن يعيشون في المدن الصناعية، حيث تتضمن الحلول عادةً تقليل وقت العمل، المقترح الذي غالبًا ما يُقاوم بشدة. وبالتالي، قد يتم الضغط على الأفراد الذين فقدوا وظائفهم للانتقال إلى صفوف «العاملين في المجال الفكري»، مثل المهندسين والأطباء والمحامين والمدرسين والأساتذة الجامعيين والعلماء والمديرين التنفيذيين للأعمال والصحفيين والاستشاريين، القادرين على المنافسة بنجاح في السوق العالمية والحصول على أجور مرتفعة (نسبيًا).
إلى جانب الأتمتة، بدأت الوظائف المرتبطة تقليديًا بالطبقة الوسطى (مثل خط التجميع ومعالجة المعطيات والإدارة والإشراف) تختفي أيضًا نتيجة الاستعانة بالتعهيد. ونظرًا لعدم قدرتهم على التنافس مع نظرائهم الموجودين في البلدان النامية، فإن عمال الإنتاج والخدمات في المجتمعات ما بعد الصناعية (أي المتقدمة) إما يفقدون وظائفهم نتيجة الاستعانة بالتعهيد، أو يقبلون تخفيض الأجور، أو يستقرون على وظائف خدمات منخفضة الأجر ومهارات. كان المصير الاقتصادي للأفراد في الماضي مرتبطًا بمصير أمتهم؛ على سبيل المثال، كان العمال في الولايات المتحدة يتقاضون رواتب جيدة مقارنةً بالعاملين في البلدان الأخرى. مع ظهور عصر المعلومات والتحسينات في الاتصال، لم يعد هذا هو الحال؛ إذ أصبح لا بد من أن يتنافس العمال في سوق العمل العالمي، حيث تكون الأجور أقل اعتمادًا على نجاح أو فشل الاقتصادات الفردية.
سمح الإنترنت بزيادة الفرص في البلدان النامية من خلال أثر العولمة الاقتصادية؛ ما جعل من الممكن للعاملين في مثل هذه الأماكن تقديم خدمات شخصية، وبالتالي التنافس مباشرةً مع نظرائهم في الدول الأخرى. تُترجم هذه الميزة التنافسية عادةً إلى زيادة في الفرص والأجور.

### الأتمتة والإنتاجية واكتساب الوظائف
لقد أثر عصر المعلومات على القوى العاملة حيث أدت الأتمتة والحوسبة إلى زيادة الإنتاجية وارتفاع معدل البطالة في مجال التصنيع. فعلى سبيل المثال، انخفض عدد الأشخاص العاملين في وظائف التصنيع في الولايات المتحدة من 17,500,000 إلى 11,500,000بين يناير 1972 وأغسطس 2010، في حين ارتفعت قيمة التصنيع بنسبة 270%.
أنذر الركود الذي حدث في مارس 2001 بانخفاض حاد في عدد الوظائف في هذا قطاع تكنولوجيا المعلومات، بالرغم من أنه بدا في البداية أن ازدياد البطالة في القطاع الصناعي يمكن تعويضه جزئيًا بالنمو السريع للوظائف في هذا المجال. واستمرت معدلات البطالة بالارتفاع حتى عام 2003، إذ أظهرت البيانات عمومًا أن التكنولوجيا تخلق وظائف أكثر ما تدمر حتى على المدى القصير.

### التعامل مع المعلومات
في عام 1837م اخترع صامويل مورس جهاز يستطيع أن يحول الضغطات التي يحدثها إصبع اليد إلى نبضات كهربائية يمكن نقلها عبر مسافات بعيدة. في عام 1844م استخدم المُبرق لنقل البيانات عبر خط برقي تجربي بين العاصمة واشنطن و بالتيمور، ماريلاند، وبعد عشرين سنة تم مدَ خط للبرق عبر المحيط الأطلنطي.
هذا الاختراع أبرز العديد من الاختراعات الأخرى مثل الآلة الكاتبة، والآلة الحاسبة الميكانيكية، وفي النهاية تم اختراع الهاتف في العام 1876م.
القدرة على توزيع كميات ضخمة من المواد المطبوعة خلقت وسائل أفضل لإرسال المعلومات، هذه الوسائل غيرت السلوك الاجتماعي والاقتصادي. الهواتف والأوراق أصبحت جزءاً من البنية الأساسية لنمو أسواق البورصة، كما أثرت هذه الوسائل على كمية المعلومات التي تتبادلها الجامعات والمؤسسات مما ساعد على ابتكار أجهزة وتقنيات جيدة لنقل المعلومات. القدرة على التسجيل منحت أيضاً وسائل جديدة لنشر وتوزيع المعلومات.
 O.K.S

## البث الإذاعي
تقنيات المعلومات في القرن التاسع عشر سمحت بنشر المعلومات بصورة أسرع وعلى نطاق أوسع من أي وقت مضى، ومع تطوير ما يسمى بالإرسال اللاسلكي، وبإضافته إلى تقنيات نقل الأصوات عبر الهاتف و بإضافة ذلك إلى تقنية التسجيل ظهر نوع جيد من مجالات تطبيق المعرفة التقنية ألا وهو الإذاعة بالمذياع.
تبع ذلك التلفاز الذي سمح بنقل الأصوات والصور المتحركة، عندما كان المذياع ينقل إلينا أحداث العالم صوتياً، كان التلفاز هو من نقل أول الصور لهذه الأحداث. في أوائل عهد التلفاز استخدمه الناس للحصول على الأخبار والمعلومات من مناطق أخرى من العالم، لكن سرعان ما أصبح التلفاز وسيلة مهمة للمتعة، كما أصبح وسيلة مفيدة للتعلم، خلافاً للمذياع جلب التلفاز معه صناعة جديدة في نقل وتوصيل المعلومات، مثل صناعة الكيبل الذي ينقل القنوات التلفزيونية، وصناعة البث التلفزيونية التي سمحت بنقل عدد أكبر من القنوات التلفزيونية إلى المنازل. مع تطورات تقنية لاحقة، قدمت الكيابل والقنوات الفضائية كميات متزايدة من المحتوى المعرفي.

## الحاسوب الشخصي
في البداية كانت الحاسبات كبيرة ومكلفة ومتاحة فقط في الجامعات والمؤسسات الكبرى. قبل التسعينيات كانت معظم الاكتشافات في تقنية المعلومات تتم بواسطة باحثين لديهم إمكانية الوصول لمعدات تقنية عالية الكلفة.
في الثمانينيات أصبحت الحاسبات ذات الحجم المعروف الآن متاحة، الحاسوب الشخصي هو عبارة عن حاسوب صغير يستخدمه شخص واحد، هذا الحاسوب مناسب لتنفيذ مهام شخصية كالتعامل مع الكلمات والبرمجة و تشغيل الألعاب، ويتميز الحاسوب الشخصي بكلفة بسيطة وسهولة في الاستخدام، من الممكن أن يكون مستخدم الحاسوب الشخصي على دراية ببيئة التشغيل وبرامج التطبيقات، ولكن ليس من المهم أن يكون المستخدم على دراية بالبرمجة أو تكون له القدرة على كتابة برامج للحاسوب.
عبارة الحاسوب الشخصي (pc) نشرتها شركة أبل، وبعد أن قدمت شركات أخرى نماذج لحاسباتها الشخصية، قدمت شركة آي بي إم حاسوبها الشخصي الذي وزعته في سوق الولايات المتحدة عام 1981م، ووزعته في أوروبا في العامين 1982م و 1983م، هذا الحاسوب وضع الأسس التي تطورت بها البرامج، الأمر الذي سمح ولأول مرة في التاريخ أن تتصل الحاسبات التي يملكها أناس من حول العالم لأنهم يملكون أنظمة تشغيل متشابهة.

## الإنترنت
الإنترنت أنتجته هيئة الأبحاث العسكرية المتقدمة الأمريكية DARPA، لربط مواقعها العسكرية بشبكة اتصالات قوية غير مركزية تستطيع مقاومة الأخطاء في النظام، من ثم جاءت تطبيقات الإنترنت مثل البريد الإلكتروني و نظام نقل الملفات.

## الثورة الرقمية
تصف الثورة الرقمية السقوط الكبير في أسعار الأجهزة التقنية والقدرة التي تتمتع بها تلك الأجهزة. كما تصف هذه العبارة التطورات الحادثة في مجال الحاسوب ووسائل الاتصال والآثار التي نتجت عن استخدام هذه التقنيات عالمياً.